# روملانژ
روملانژ (به لوکزامبورگی: Rëmeleng) یک شهرداری در استان اش-سور-الزت کشور لوکزامبورگ است که ۶٫۸۳ کیلومترمربع مساحت دارد و جمعیت آن در سال ۲۰۰۹ میلادی ۴۳۸۳ نفر بوده‌است.